# ناحیه بلیر، شهرستان کلی، ایلینوی
ناحیه بلیر، شهرستان کلی، ایلینوی (به انگلیسی: Blair Township) یک منطقهٔ مسکونی در ایالات متحده آمریکا است که در شهرستان کلی، ایلینوی واقع شده‌است. ناحیه بلیر ۶۳۶ نفر جمعیت دارد و ۱۵۷ متر بالاتر از سطح دریا واقع شده‌است.